# ألان غراهام
ألان غراهام (بالإنجليزية: Alan Crosland Graham)‏ هو سياسي بريطاني وبريطاني (وحمل سابقاً جنسية المملكة المتحدة لبريطانيا العظمى وأيرلندا)، ولد في 2 أغسطس 1896، وتوفي في 10 مايو 1964. حزبياً، نشط في حزب المحافظين. وقد في الانتخابات العامة في المملكة المتحدة 1935 ‏، انتخب عضو برلمان المملكة المتحدة الـ37 عن دائرة Wirral (UK Parliament constituency) ‏ (14 نوفمبر 1935 – 15 يونيو 1945).